# Humin
Humin (slov. tudi Gumin; furlansko Glemone, italijansko Gemona del Friuli, nemško Klemaun) je občina in istoimensko mesto v severovzhodnem delu Furlanije na slovensko - italijanski narodnostni meji.

## Geografija
Občina Humin se razprostira na površini 56 km² in ima 11.104 prebivalce. Mesto se je razvilo ob vznožju Malega Karmana vzhodno od reke Tilment (Tagliamento). V Huminu je križišče železniških prog Videm - Trbiž in Humin - Maniago. Prebivalci se ukvarjajo predvsem z lesno industrijo, ki nazaduje, povečujejo pa se trgovina, gradbena in kovinska industrija. 

## Zgodovina
Humin se v starih listinah kot Glemona oziroma Klemaun prvič omenja okoli leta 610. Z arheološkimi najdbami je dokazano, da je bilo današnje področje Humina poseljeno že v prazgodovini in antiki. V srednjem veku je sodila pod oglejskega patriarha. Razmeroma ugodne cestne povezave med severovzhodno Italijo in nemškimi deželami ob reki Tilment in po Kanalski dolini so kraju omogočile razmeroma hitro in močno gospodarsko rast. Mesto je bilo od 1420 v lasti Beneške republike, od 1797 do 1866 pa Avstrije; od leta 1866 je v Italiji. Od leta 2016 je središče Huminske medobčinske zveze.

### Potresa leta 1976
Mesto je bilo v uničujočih potresih 6. maja in 15. septembra popolnoma porušeno, vendar so zgodovinsko jedro in najpomembnejše kulturno-zgodovinske spomenike že obnovili.

## Znamenitosti
Župnijska cerkev Marijinega vnebovzetja (Santa Maria Assunta) je triladijska stavba, ki so jo začeli graditi v 13. stoletju in jo v tridesetih letih 14. stoletja v gotskem slogu dokončali. V potresu je bil podrt desni del ladje in zvonik. Na fasadi so romanske skulpture in na desni strani portala predimenzioniran Kristus.
Zgrajena je na mestu starejše cerkve med letoma 1290 in 1337, ko je posvetil škof Parenzo Giovanni. Epigraf, zazidan v ospredju pove ime obrtnika, mojstra Giovanni-ja, ki je bil tudi kipar in arhitekt in mu pripisujejo portal in različne skulpture, ki krasijo pročelje. Drugi Giovanni, Griglio iz Gemone, je avtor dveh najbolj zanimivih del - kamnitih skulptur pietra del Friuli del ‘300. Prvi je ogromen kip Krištofa, 7 metrov visok, izklesan iz 6 blokov kamna in narejen med letoma 1331 in 1332. Drugi je galerija Svetih treh kraljev, ki je sestavljena iz 9 kipov, ki predstavljajo pripoved: prihod Svetih treh kraljev, Čaščenje treh kraljev in Sanje. Nekateri umetnostni zgodovinarji so mnenja, da gre za umetniško šolo iz Humina. Fasada je okrašena s tremi rozetami, od katere je bila osrednja narejena v Benetkah med letoma 1334 in 1336, kipar Maestro Buzeta. Renesančni portal je delo Bernardina da Bissoneja. Današnji videz fasade je posledica obsežne obnove iz let 1825-1826.
Katedrala je ločena od dela naselja z močnim zidom, ki ima dvojni namen: zaščito pred plazovi in predstavlja del obrambnega sistema mesta.
V mestu sta vredni omembe še cerkvi Sv. Marije, Matere milosti (Santa Maria delle Grazie), ki jo je dal postaviti sv. Anton Padovanski, in jo je do tal porušil katastrofalni potres 6. maja 1976, in Svetega Janeza Krstnika, ki jo je do omenjenega potresa krasil čudovito poslikan lesen strop. 
Na mestnem trgu stoji renesančna palača postavljena leta 1502.

## Znani meščani
- Tomaž Fantoni, furlanski slikar, pozlatar in rezbar, delujoč na Štajerskem,
- Jakob Brollo (Giacomo Brollo), furlanski slikar, delujoč na Štajerskem ter na avstrijskem Koroškem oz. na južnem Koroškem[2]

## Pobratena mesta
- Foligno, Italija, od leta 2001
- Laakirchen v Zgornji Avstriji, od leta 2000
- Vrba (Velden), (Valentin Petritsch, nekdanji župan (1973-1997) v Vrbi je bil v letu 2006 imenovan za častnega meščana Humina)